# Andreas Syngros

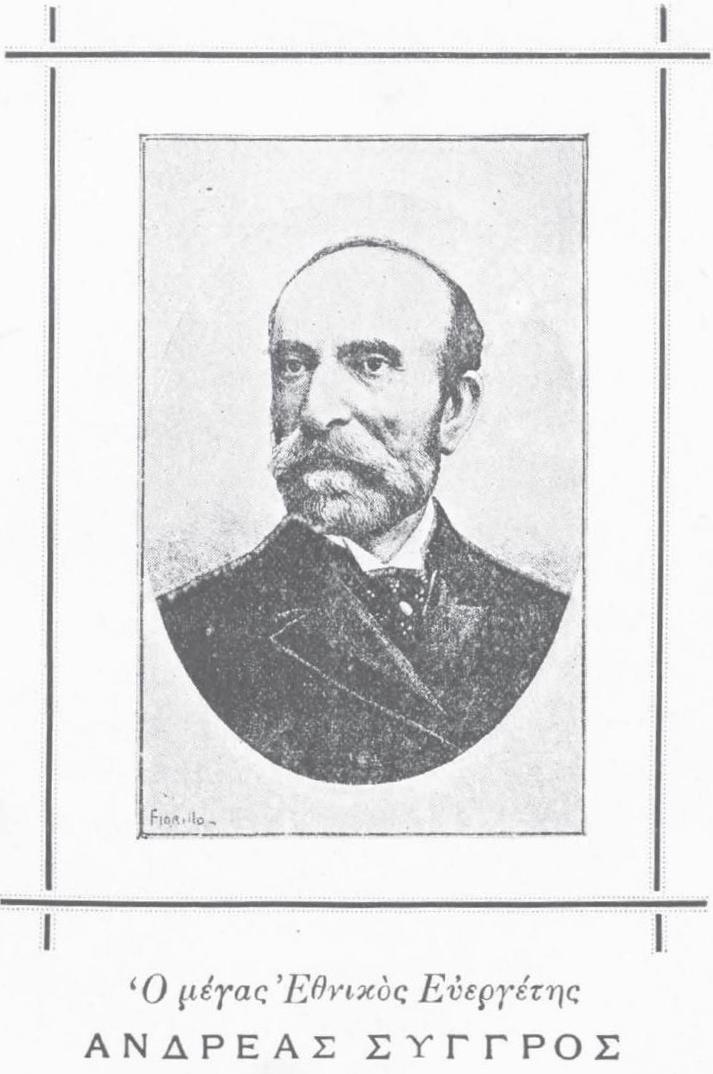
Andreas Syngros

Andreas Syngros (griechisch Ανδρέας Συγγρός, * 12. Oktober 1830 in Konstantinopel; † 13. Februar 1899 in Athen) war ein griechischer Bankier und Philanthrop.

## Leben

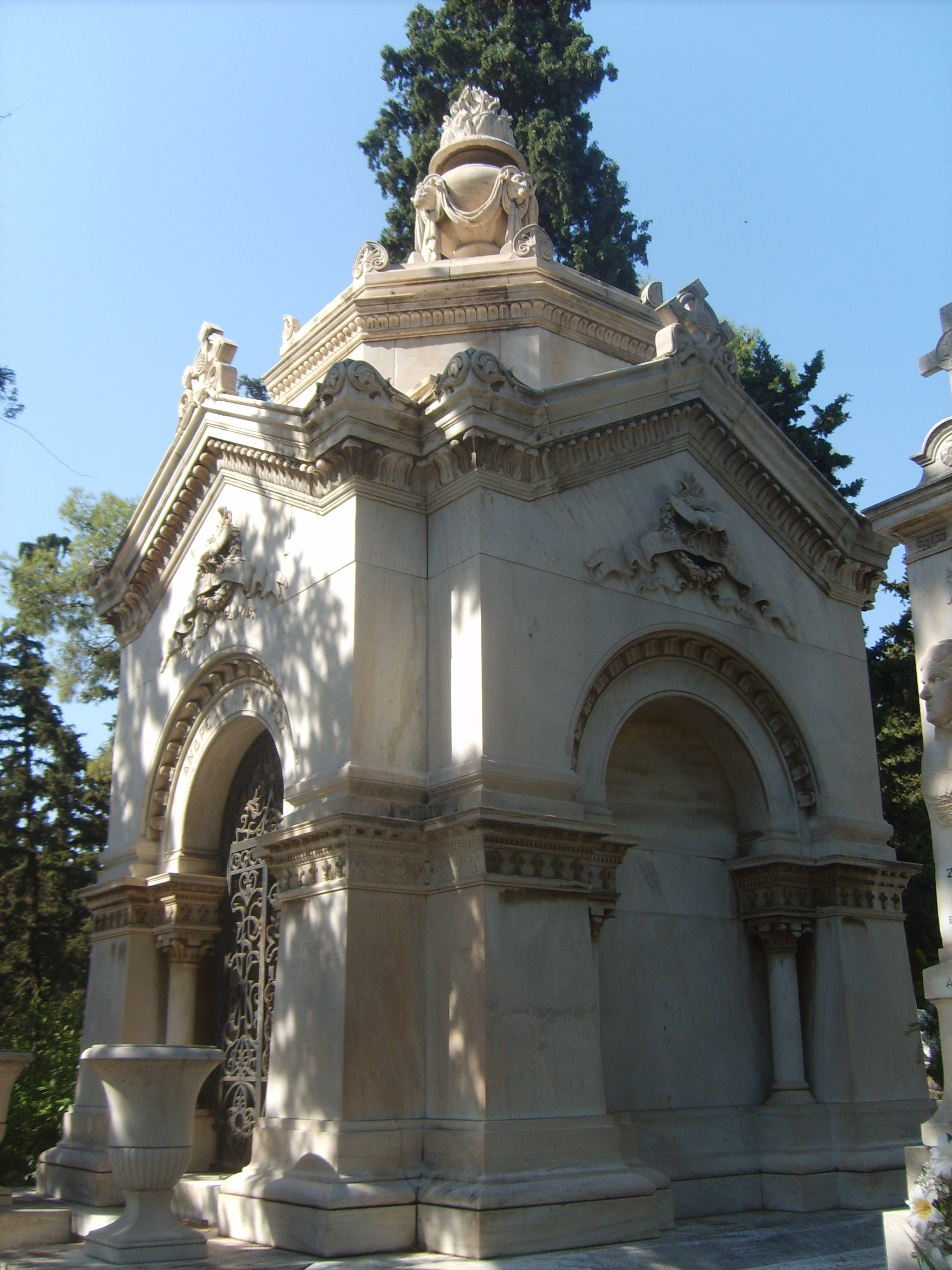
Grab Syngros’ auf dem Ersten Athener Friedhof

Syngros wurde in Istanbul (damals Konstantinopel) als Sohn einer wohlhabenden chiotischen Familie geboren. Zusammen mit Stephanos Skouloudis gründete er 1871 die Bank von Konstantinopel. Nach deren Erfolg gründete er eine Reihe weiterer Banken, die er zum Teil später verkaufte.
Als Philanthrop sponserte er maßgeblich den Bau des Kanals von Korinth, aber auch kleinere Projekte wie das Andreas Syngros Hospital in Athen oder das Archäologische Museum in Delphi und das alte Archäologische Museum in Olympia, das heute das Museum der Geschichte der antiken Olympischen Spiele beherbergt und das nach ihm Syngreion benannt ist. Nach ihm benannt ist auch die südöstliche Ausfallstraße Athens, Leoforos Syngrou und die dort liegende Metrostation Syngrou-Fix.
Der Architekt Ernst Ziller baute für ihn als Stadtvilla in Athen das Megaro Andrea Syngrou (1872/1873, heute Außenministerium) sowie ein Landhaus.